# Ajedrez de portales
El ajedrez de portales es una variante del juego de ajedrez que usa dos piezas adiciones llamadas portales. Estas piezas se suelen añadir como fichas de póquer o monedas. Esta variante incorpora una nueva función al juego que permite a las piezas "teletransportarse" por el tablero.
Aparte de los portales y las reglas específicas de estos, el juego tiene las mismas reglas que el ajedrez ordinario, incluyendo comer al paso, enroque y promocionar peones. 
El nombre de "ajedrez de portales" incluye a tres variantes distintas creadas independientemente por David Howe, Mike Hidden e Ian Bucley en 1997, 2008 y 2012 respectivamente.

## Reglas

### Versión de David Howe[1]
| a8 | b8 | c8 | d8 | e8 | f8 | g8 | h8 |
| a7 | b7 | c7 | d7 | e7 | f7 | g7 | h7 |
| a6 | b6 | c6 | d6 | e6 | f6 | g6 | h6 |
| a5 | b5 | c5 | d5 | e5 | f5 | g5 | h5 |
| a4 | b4 | c4 | d4 | e4 | f4 | g4 | h4 |
| a3 | b3 | c3 | d3 | e3 | f3 | g3 | h3 |
| a2 | b2 | c2 | d2 | e2 | f2 | g2 | h2 |
| a1 | b1 | c1 | d1 | e1 | f1 | g1 | h1 |

| a8 | b8 | c8 | d8 | e8 | f8 | g8 | h8 |
| a7 | b7 | c7 | d7 | e7 | f7 | g7 | h7 |
| a6 | b6 | c6 | d6 | e6 | f6 | g6 | h6 |
| a5 | b5 | c5 | d5 | e5 | f5 | g5 | h5 |
| a4 | b4 | c4 | d4 | e4 | f4 | g4 | h4 |
| a3 | b3 | c3 | d3 | e3 | f3 | g3 | h3 |
| a2 | b2 | c2 | d2 | e2 | f2 | g2 | h2 |
| a1 | b1 | c1 | d1 | e1 | f1 | g1 | h1 |

| a8 | b8 | c8 | d8 | e8 | f8 | g8 | h8 |
| a7 | b7 | c7 | d7 | e7 | f7 | g7 | h7 |
| a6 | b6 | c6 | d6 | e6 | f6 | g6 | h6 |
| a5 | b5 | c5 | d5 | e5 | f5 | g5 | h5 |
| a4 | b4 | c4 | d4 | e4 | f4 | g4 | h4 |
| a3 | b3 | c3 | d3 | e3 | f3 | g3 | h3 |
| a2 | b2 | c2 | d2 | e2 | f2 | g2 | h2 |
| a1 | b1 | c1 | d1 | e1 | f1 | g1 | h1 |

| a8 | b8 | c8 | d8 | e8 | f8 | g8 | h8 |
| a7 | b7 | c7 | d7 | e7 | f7 | g7 | h7 |
| a6 | b6 | c6 | d6 | e6 | f6 | g6 | h6 |
| a5 | b5 | c5 | d5 | e5 | f5 | g5 | h5 |
| a4 | b4 | c4 | d4 | e4 | f4 | g4 | h4 |
| a3 | b3 | c3 | d3 | e3 | f3 | g3 | h3 |
| a2 | b2 | c2 | d2 | e2 | f2 | g2 | h2 |
| a1 | b1 | c1 | d1 | e1 | f1 | g1 | h1 |

Esta es la versión más popular, en ella existen dos zonas distintas de juego que están unidas a través de portales estáticos. Estas zonas están formadas por dos tableros de ajedrez separados.
Las reglas de esta variante adicionales a las del ajedrez ordinario son las siguientes:
- Los jugadores se alternan para jugar entre el tablero A y el B, por ejemplo 1:Ae4 Ba5 2:Bh4 Ae5
- Si una de las piezas de un jugador se encuentra en una casilla de portal cuando ese jugador está jugando, puede declarar su intención de teletransportarse. El no moverá otra pieza y esperará a su turno en el otro tablero. En su siguiente turno en este tablero moverá la pieza a teletransportar a la casilla correspondiente en el otro tablero, por ejemplo 20: 'Intención de teletransportarse' qBe7 21: qAa4→Ba4
- La teletransportación se lleva a cabo entre los diferentes tableros siempre y además entre las correspondientes casillas (p.e.: cAa4→Ba4)
- Si una pieza del oponente está ocupando la casilla destino en una teletransportación esta es capturada como en el ajedrez normal (qAa5→xBa4)
- Cuando hay una pieza propia en la casilla destino de una teletransportación cuando la intención de hacerlo es declarada no se puede llevar a cabo (esto podría ser usado para pasar de turno sin mover)
- Si ambos jugadores declaran 'intención' en el mismo movimiento en piezas que se encuentran en la casilla destino del contrario, las teletransportaciones son consideradas simultáneas, por tanto no se capturan piezas si dos piezas contrarias han intercambiado sitio. P.e.: 20: 'intención' 'intención' 21: Aa4→Ba4 Ba4→Aa4
- Los jaques al descubierto están permitidos si la pieza que cubría se ha movido por teletransportación, pues el rey puede ser dejado en jaque siempre y cuando el jugador pueda moverlo antes de ser "capturado"

### Versión de Mark Hidden[2]
|       |       |       |       |       |       |       |       |       |  |
|       | a8 rd | b8 nd | c8 bd | d8 qd | e8 kd | f8 bd | g8 nd | h8 rd |  |
| a7 pd | b7 pd | c7 pd | d7 pd | e7 pd | f7 pd | g7 pd | h7 pd |       |  |
| a6    | b6    | c6    | d6    | e6    | f6    | g6    | h6    |       |  |
| a5 xo | b5 xo | c5    | d5    | e5 xo | f5 xo | g5    | h5    |       |  |
| a4    | b4    | c4 xo | d4 xo | e4    | f4    | g4 xo | h4 xo |       |  |
| a3    | b3    | c3    | d3    | e3    | f3    | g3    | h3    |       |  |
| a2 pl | b2 pl | c2 pl | d2 pl | e2 pl | f2 pl | g2 pl | h2 pl |       |  |
| a1 rl | b1 nl | c1 bl | d1 ql | e1 kl | f1 bl | g1 nl | h1 rl |       |  |
|       |       |       |       |       |       |       |       |       |  |

Los portales en esta variante son considerados neutrales aunque son móviles
El número y las posiciones iniciales de los portales pueden ser pactados al inicio del juego pero la imagen muestra la versión normal propuesta.
En este juego, las piezas de portal se mueven con unas reglas específicas:
- Una pieza solo puede estar sobre una casilla de portal atacándola, esto significa que para que un peón entre en él debe hacerlo diagonal y los caballos aterrizar justo en ellos.
- Una pieza no puede pasar por encima del portal, excepto el caballo.
- Cuando una pieza se mueve al portal (la pieza se pone encima), se debe mover a cualquier otro portal, si ningún portal estuviera libre para hacer esto, no está permitido moverse a otro portal y se quedará en el que entró.
- Cuando una pieza se ha movido a través de un portal, el portal por el que entró se mueve a donde la pieza estaba antes de entrar en él. Así la jugada inicial 2: f3xg→c4 mueve el portal de g4 a f3.
- Esto significa que los portales se pueden apilar y desapilar según las reglas anteriores lo requieran, pero una pieza no se podrá teletransportar a un portal apilado (sí desde un portal apilado).
- Los peones se deben mover de manera normal a la última fila para promocionar (por tanto no es válido para promocionar que un peón se teletransporte a ese lugar).
- No se puede enrocar si un portal está en el camino entre el rey y la torre, puesto que las piezas no lo pueden saltar.
- Se aplican el resto de normas ordinarias de ajedrez.

### Versión de Ian Buckley[3]
|       |       |       |       |       |       |       |       |       |  |
|       | a8 rd | b8 nd | c8 bd | d8 qd | e8 kd | f8 bd | g8 nd | h8 rd |  |
| a7 pd | b7 pd | c7 pd | d7 pd | e7 pd | f7 pd | g7 pd | h7 pd |       |  |
| a6    | b6    | c6    | d6    | e6    | f6    | g6    | h6    |       |  |
| a5 zd | b5    | c5    | d5    | e5    | f5    | g5    | h5    |       |  |
| a4    | b4    | c4    | d4    | e4 zl | f4    | g4    | h4    |       |  |
| a3    | b3    | c3    | d3    | e3    | f3    | g3    | h3    |       |  |
| a2 pl | b2 pl | c2 pl | d2 pl | e2 pl | f2 pl | g2 pl | h2 pl |       |  |
| a1 rl | b1 nl | c1 bl | d1 ql | e1 kl | f1 bl | g1 nl | h1 rl |       |  |
|       |       |       |       |       |       |       |       |       |  |

Esta versión del juego tiene portales controlados por los jugadores, que están entreconectados.
Las reglas específicas para esta variante son:
- El objetivo de este ajedrez es el mismo que el del ajedrez común.
- Los jugadores colocan sus portales en cualquier lugar de la cuarta fila desde el jugador en cuestión (cuarta fila para blancas y quinta para negras) antes de comenzar.
- El jugador solo podrá mover el portal de su color.
- Una pieza pasa a través del portal a no ser que este se encuentre bloqueado.
- Una pieza puede ser bloqueada de entrar en el portal si una pieza del mismo color está en el otro lugar.
- Una pieza puede capturar piezas del oponente viajando a través de un portal.
- Ambos portales no pueden ser ocupados al mismo tiempo.
- Una pieza puede dar jaque/jaque mate usando portales.
- Una pieza debe salir del portal en la dirección en la que viajó al entrar al portal.
- Un portal puede ser movido hacia una pieza, causando que esta se teletransporte (a no ser que el otro portal esté ocupado por otra pieza).
- El jugador puede decidir mover una pieza de ajedrez o el portal en un turno concreto, no ambos.
- Una pieza puede entrar por ambos portales, independientemente del color.
- Si ambos portales ocupan la misma casilla (es posible), se crea un agujero negro, que eliminará todas las piezas que se encuentren en las ocho casillas que rodean la suya, esto bloqueará los portales en ese lugar y ya no podrán ser movidos.
- El portal se podrá mover sin importar si está ocupado o no, la pieza ocupante no se mueve con el portal
- Si una pieza ocupa un portal y en un turno termina sin mover la pieza fuera del portal, esta no se teletransporta.
- El caballo puede saltar sobre el portal.
- El peón puede volverse reina usando el movimiento de teletransportación hasta la octava fila.